# Bécégite
 (novembre 2024).
Si vous disposez d'ouvrages ou d'articles de référence ou si vous connaissez des sites web de qualité traitant du thème abordé ici, merci de compléter l'article en donnant les références utiles à sa vérifiabilité et en les liant à la section « Notes et références ».
La bécégite est une complication de la vaccination par le BCG, le plus souvent bénigne. C'est une réaction inflammatoire locale ou régionale, elle s’observe le plus fréquemment chez des enfants vaccinés avant l’âge de 6 mois, voire d’un an, et est favorisée par une dose trop importante de vaccin, ou un site d'injection trop profond (intra musculaire au lieu d'intra dermique). Elle peut également survenir après immunothérapie pour le cancer de la vessie.

## Historique
Jusqu'au 31 décembre 1998, à la suite de la vaccination des appelés du contingent après leur incorporation, il arrivait fréquemment de voir 10 à 15 % d'entre eux développer une bécégite[réf. nécessaire], soit à la suite d'une erreur d'interprétation du résultat au test Mantoux, soit à la suite d'une erreur de dosage dans la quantité administrée en injection intramusculaire.[réf. nécessaire]

## Chez l'enfant
La bécégite disséminée est une complication très grave, parfois mortelle, survenant dans un tiers des cas chez des enfants présentant un déficit immunitaire combiné sévère (DICS).[réf. nécessaire]  En 2007, l'Organisation mondiale de la santé (OMS) a cessé de recommander le BCG pour les nourrissons séropositifs, même s'il existe un risque élevé d'exposition à la tuberculose.
Le nombre total de bécégites disséminées est estimé d'après l'Académie française de médecine à une douzaine de cas par an en France et d'après la Direction générale de la santé
à deux à cinq fois pour un million de vaccinés.

## Chez l'adulte
Les premiers symptômes peuvent être retardés de plusieurs mois ou années après l'instillation du BCG. La bécégite se manifeste le plus souvent par un tableau proche d'une tuberculose miliaire. Elle peut avoir également une forme ostéo-articulaire. Il peut y avoir une atteinte du système nerveux central ainsi que le développement d'anévrisme mycotique.